# Mariampol (Biała Podlaska)
Pour les articles homonymes, voir Mariampol.
Mariampol (prononciation : [maˈrjampɔl]) est un village polonais de la gmina de Leśna Podlaska dans le powiat de Biała Podlaska de la voïvodie de Lublin dans l'est de la Pologne.
Il se situe à environ 3 kilomètres à l'est de Leśna Podlaska (siège de la gmina), 12 kilomètres au nord de Biała Podlaska (siège du powiat) et 105 kilomètres au nord de Lublin (capitale de la voïvodie).
Le village comptait approximativement une population de 57 habitants en 2013.

## Histoire
De 1975 à 1998, le village est attaché administrativement à la voïvodie de Biała Podlaska.

Depuis 1999, il fait partie de la voïvodie de Lublin.